# Dream Lover (chanson de Bobby Darin)
Pour les articles homonymes, voir Dream Lover.
Singles de Bobby Darin
Plain Jane
(1959) Mack the Knife
(1959)
Dream Lover est une chanson écrite, composée et originellement enregistrée par le chanteur et auteur-compositeur américain Bobby Darin. Elle est sortie en single en 1959.
Aux États-Unis, la chanson a atteint la 2e place (dans le Hot 100 de Billboard pour la semaine du 8 juin 1959). Au Royaume-Uni, elle a passé quatre semaines à la 1re place du hit-parade national des singles (en juillet 1959).

## Enregistrement
Bobby Darin a enregistré cette chanson le 6 avril 1959.